# Reuven Ramaty
Reuven Ramaty (* 25. Februar 1937 in Timișoara; † 8. April 2001 in Silver Spring, Maryland, USA) war ein rumänischstämmiger, israelischer, in den USA tätiger Physiker und Astronom.

## Leben
Reuven Ramaty wurde in der Stadt Timișoara in Rumänien geboren. Nach den Kriegswirren wanderte er 1948 mit seinen Eltern nach Israel aus und studierte dort Physik an der Universität Tel Aviv. Er unterrichtete drei Jahre lang Physik in Tel Aviv, bevor an die University of California, Los Angeles (UCLA) ging, wo er 1966 in Astrophysik promoviert wurde. Im folgenden Jahr trat Ramaty dem Goddard Space Flight Center der NASA bei, wo er über 30 Jahre lang wirkte und zu einem der führenden Theoretiker wurde. Er leitete die theoretische Abteilung von 1980 bis 1993. Seit 1983 war er außerordentlicher Professor der University of Maryland.
Reuven Ramaty gilt als Pionier der Hochenergieastrophysik. Er hatte großen Einfluss in der Physik der Sonneneruptionen und der kosmischen Strahlung sowie der Gammastrahlenastronomie. Besonders bekannt wurde Ramaty durch die Vorhersage einer interstellaren Gammastrahlenemissionslinie bei 1809 MeV, die vom Zerfall einer Supernova herrührt und 1982 tatsächlich nachgewiesen wurde.
Ramaty war Vorsitzender der Abteilung für Hochenergieastronomie der American Astronomical Society (1983–1985) und Vorsitzender der Abteilung für Astrophysik der American Physical Society (1986–1989). 1975 erhielt er den Senior US Scientist Award der Alexander von Humboldt-Stiftung und 1980 den Lindsay Award für seine Ergebnisse in der Gammastrahlenastronomie; er wurde 1982 durch die NASA mit der Exceptional Scientific Achievement Medaille ausgezeichnet. 1975 wurde er Fellow der American Physical Society.
Das von Reuven Ramaty mit initiierte HESSI-Projekt wurde 2002 zu seinen Ehren in Reuven Ramaty High Energy Solar Spectroscopic Imager umbenannt.